# Calling on Me
Calling on Me è un singolo del rapper giamaicano Sean Paul e della cantante svedese Tove Lo, pubblicato il 7 febbraio 2020 sulle etichette Island Records, SPJ Productions Ltd ed EMI Records.

## Descrizione
La canzone ha segnato il ritorno sulle scene musicali di Paul dal 2018. In una dichiarazione, quest'ultimo ha affermato le seguenti parole:

## Video musicale
Il video musicale è stato reso disponibile il 14 febbraio 2020.

## Tracce
Testi e musiche di Nija Charles, Sean Paul Henriques, Shakka Philip, Yannick Rastogi e Zacharie Raymond
Download digitale
1. Calling on Me – 3:38

Download digitale – Karim Naas Remix
1. Calling on Me (Karim Naas Remix) – 3:08

Download digitale – EP
1. Calling on Me – 3:38
2. Calling on Me (Refix) – 3:43
3. Calling on Me (dEVOLVE Remix) – 3:46
4. Calling on Me (Hannah Bronfman Remix) – 2:31

## Formazione
Musicisti
- Sean Paul – voce
- Tove Lo – voce
- Yannick Rastogi – basso, batteria, tastiera, programmazione, sintetizzatore
- Zacharie Raymond – basso, batteria, tastiera, programmazione, sintetizzatore

Produzione
- Yannick Rastogi – produzione
- Zacharie Raymond – produzione
- Peter Carlsson – produzione vocale
- Josh Gudwin – missaggio
- Donovan Bennett – assistenza alla registrazione
- Matthew Desrameaux – assistenza alla registrazione
- Matthew Keaveny – assistenza alla registrazione

## Classifiche

### Classifiche settimanali
| Classifica (2020) | Posizione massima |
| ----------------- | ----------------- |
| Belgio (Vallonia) | 56                |
| Croazia           | 81                |
| Francia           | 126               |
| Romania           | 26                |
| Svezia            | 97                |

### Classifiche di fine anno
| Classifica (2020) | Posizione |
| ----------------- | --------- |
| Romania           | 94        |